# 青蓮臺

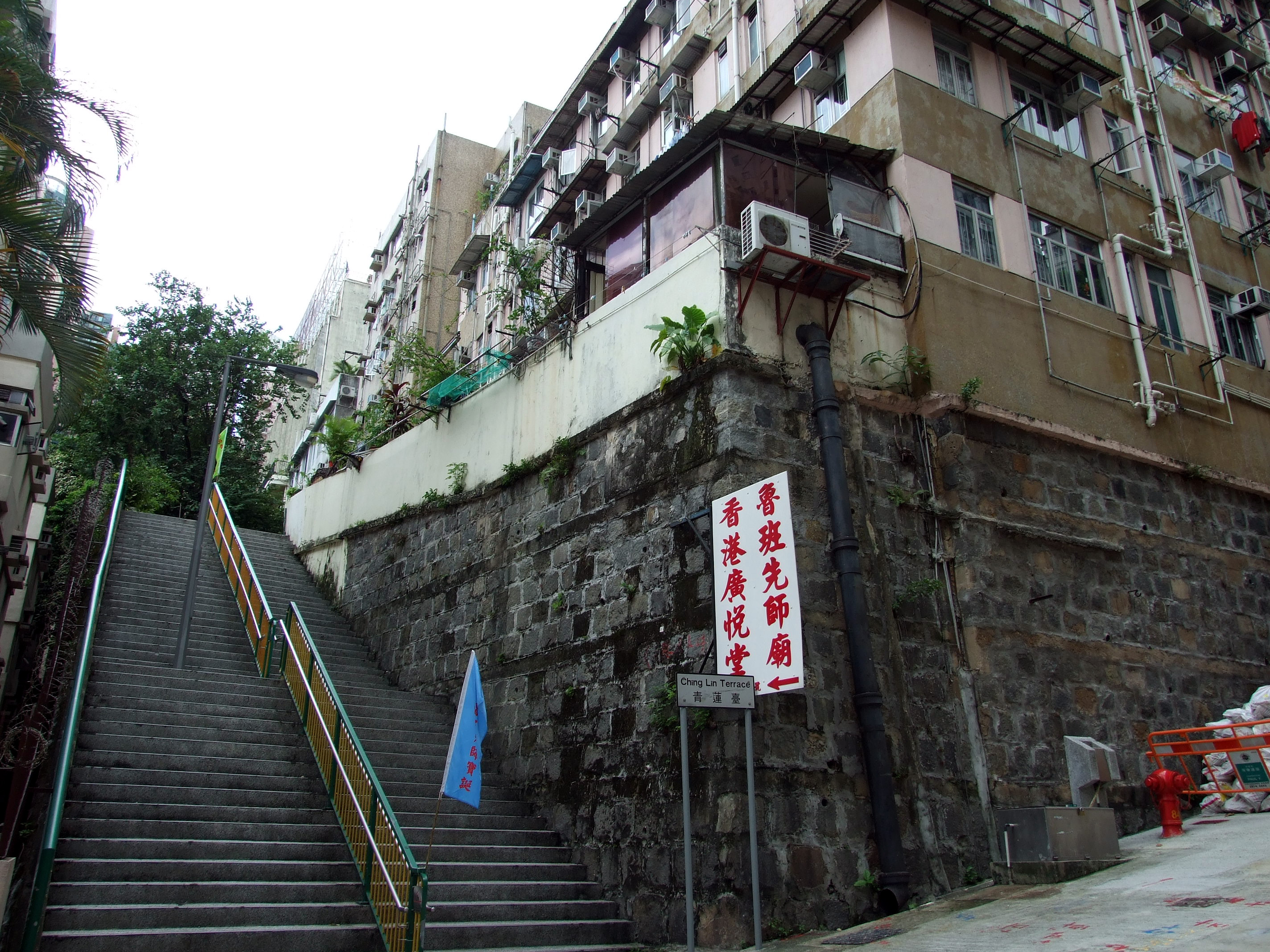
青蓮臺

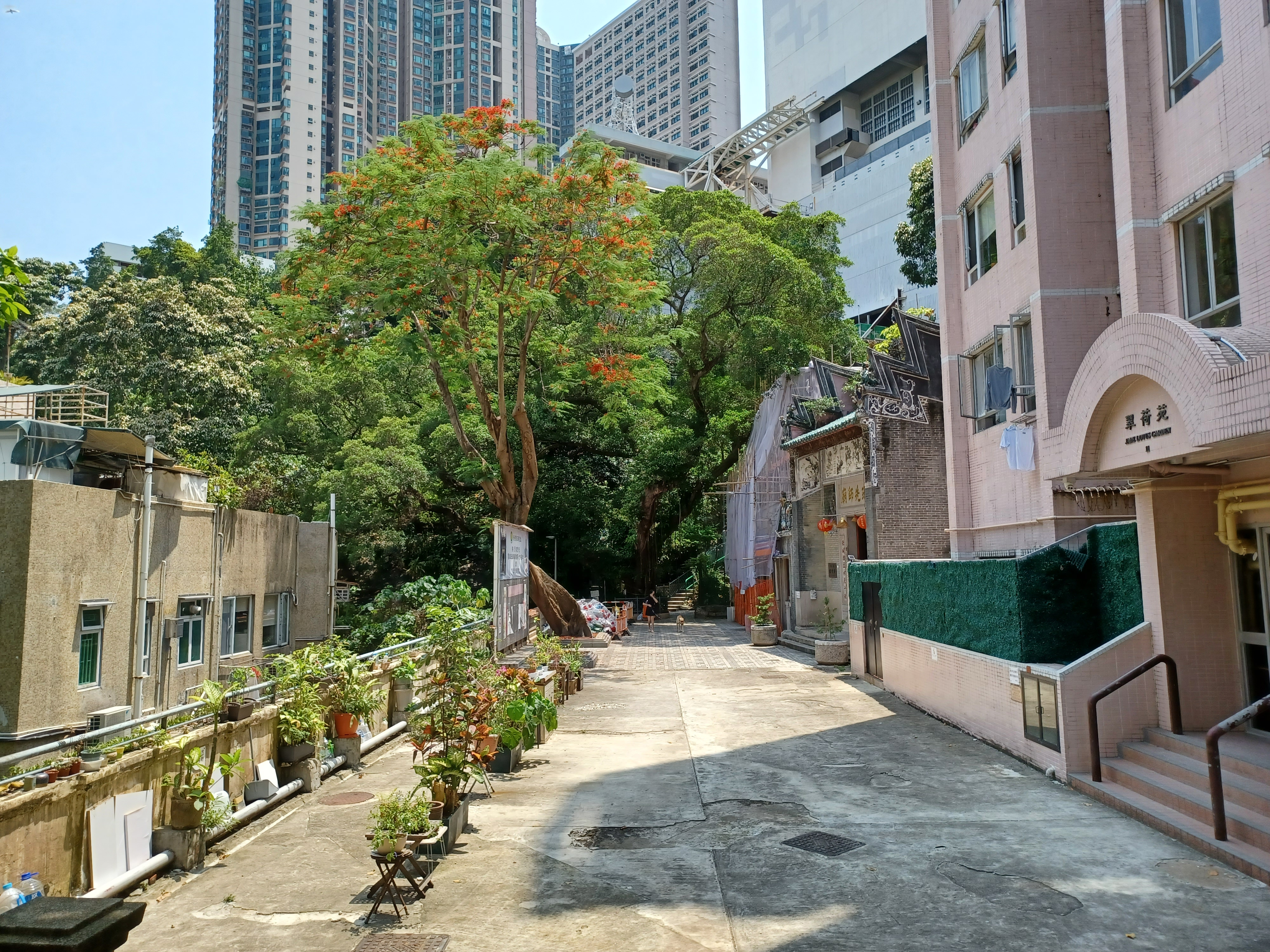
青蓮臺

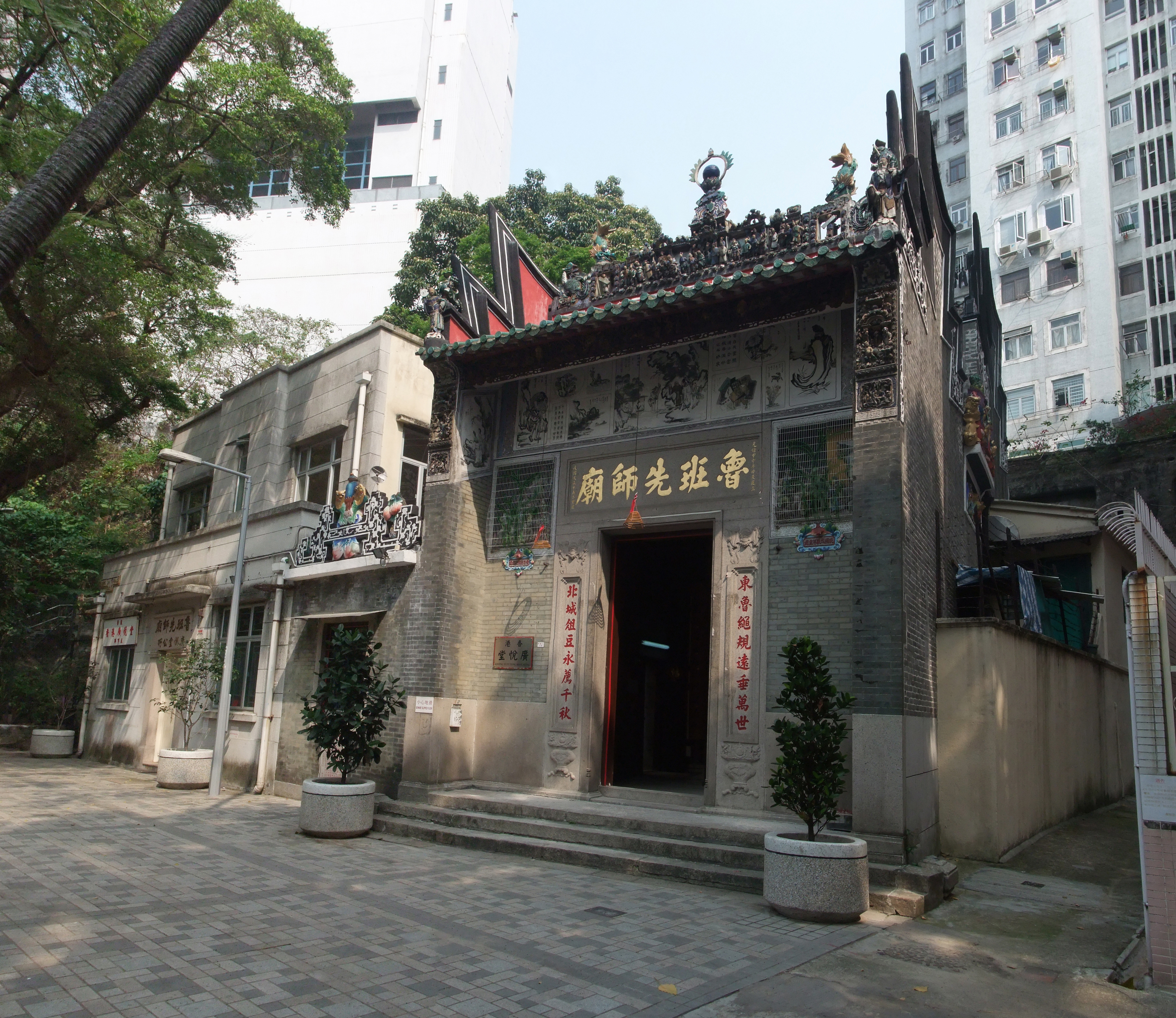
青蓮臺上的魯班先師廟

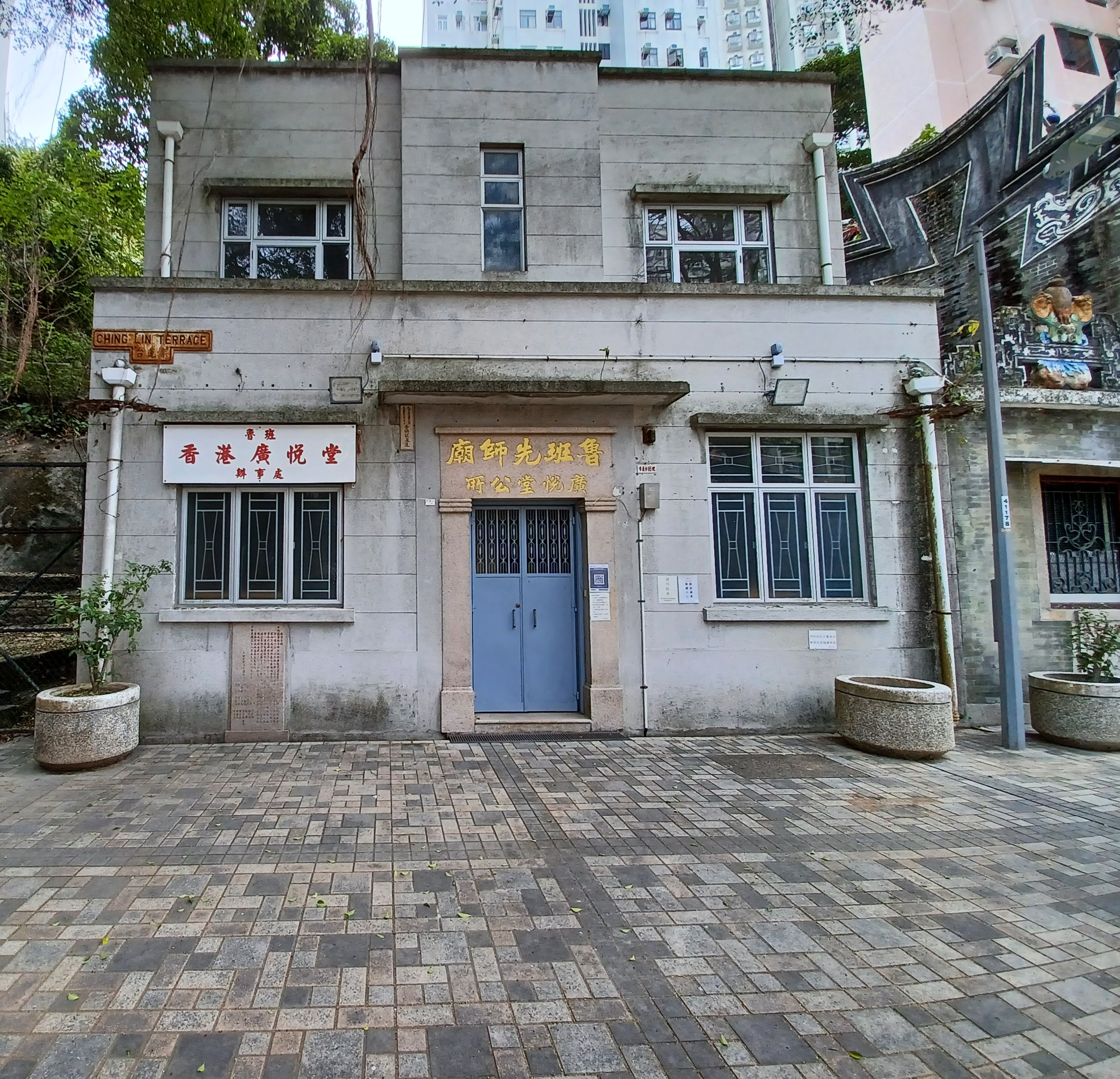
魯班先師廟廣悅堂公所

青蓮臺（通稱青蓮台）是香港島西堅尼地城區內的一條民居私家街道，是西環七臺之一。青蓮臺位置在卑路乍街以南，山市街以東，薄扶林道及蒲飛路以北。
西環七臺中有六臺均以中國唐代詩人李白命名，其中太白臺的「太白」正是李白的字；青蓮臺取自李白的號青蓮居士；桃李臺的出處源於李白古文作品《春夜宴桃李園序》；羲皇臺的由來是李白曾在《戲贈鄭溧陽》的詩句中自稱羲皇人；學士臺指的是唐玄宗任李白為翰林學士；紫蘭臺的「紫蘭」曾在李白的《答杜秀才五松見贈》詩提及過：「浮雲蔽日去不返，總為秋風摧紫蘭」。李寶龍臺則以十分鍾愛李白的西環七臺住宅區地產商李寶龍命名。
青蓮臺以往又名李星衢道，原因是它的業權曾由李星衢和其公司擁有。
青蓮臺上有歷史古稀的魯班先師廟，及現已經搬遷漢華中學原校舍、還有數棵古老細葉榕及一些唐樓民居。
交通方面，來訪者必須由山市街拾級而上，沒有車路可直達，所以環境清幽。當然，遊人也可以在其上路薄扶林道（近蒲飛路巴士總站）下車，然後有小路拾級而下到達。

## 外部連結
- 中原地圖上的青蓮臺 （页面存档备份，存于）